# Европско првенство у атлетици на отвореном 1934 — штафета 4 × 100 метара за мушкарце
Трка штафета 4 х 100 м у мушкој конкуренцији на 1. Европском првенству у атлетици 1934. у Торинуу одржана је 9. септембра на Стадиону Бенито Мусолини.

## Земље учеснице
Учествовале су 4 штафете из 4 земље.
1. Италија (4)
2. Мађарска (4)
3. Немачка  (4)
4. Холандија (4)

## Освајачи медаља
|         |          |           |
| Немачка | Мађарска | Холандија |

## Резултати

### Финале
| Место | Атлетичари | Земља                                                     | Резултат | Бел. |
| ----- | ---------- | --------------------------------------------------------- | -------- | ---- |
|       | Немачка    | Егон Шајн Ервин Гилмајстер Герд Хорнбергер Ерих Борхмајер | 41,0     | РЕП  |
|       | Мађарска   | Ласло Форгач Јожеф Ковач Јожеф Шир Ђула Ђенеш             | 41,4     |      |
|       | Холандија  | Тинус Осендарп Ћерд Бурсма Боб Јансен Кристијан Бергер    | 41,6     |      |
| 4.    | Италија    | Улдерико ди Блас Елио Рањи Марио Ларочи                   | 42,0     |      |